# شهرستان ماهلیه
ناحیهٔ ماهلیه (به عربی: مدیریة ماهلیة) یک ناحیه در یمن است که در استان مأرب واقع شده‌است.
ناحیهٔ ماهلیه ۹٬۱۵۶ نفر جمعیت دارد.